# November (hudební skupina)
November je švédská rocková skupina, založená v roce 1969 ve Stockholmu. Původní členové byli baskytarista Christer Stålbrandt, kytarista a zpěvák Richard Rolf a bubeník Björn Inge.

## Diskografie

### Studiová alba
- En ny tid är här... (1970)
- 2:a November (1971)
- 6:e November (1972)